# Марија Петровић Његош
Принцеза Марија Марица Петровић Његош била је кћерка краља Николе I Петровића Његоша и краљице Милене Вукотић Петровић.
Принцеза Марија, од милоште звана Марица, рођена је 29. марта 1869. године на Цетињу. Рођена је као четврто дете у породици и као четврта кћер. Као и свим њеним сестрама пружено јој је сво могуће образовање. Принцеза је била крхка, болешљива девојчица, која је више била у друштву мајке и дворских дама него сестара. Крхка принцеза се разболела 1884. године а умрла је 7. јула 1885. године, непуна два месеца после свог 16. рођендана.